# Schiedlberg
Schiedlberg  ist eine Gemeinde mit 1310 Einwohnern (Stand 1. Jänner 2024) in Oberösterreich im Bezirk Steyr-Land.

## Geografie
Schiedlberg liegt auf 377 m Höhe im Traunviertel. Die Ausdehnung beträgt von Nord nach Süd 7,4 km, von West nach Ost 7,1 km. 12,3 % der Fläche sind bewaldet, 80 % sind landwirtschaftlich genutzt.

### Gemeindegliederung
Das Gemeindegebiet umfasst folgende sechs Ortschaften (in Klammern Einwohnerzahl Stand 1. Jänner 2024):
- Schiedlberg – Hauptort, im Zentrum der Gemeinde (466)
- Thanstetten – Streusiedlung im Westen (369)
- Goldberg – Streusiedlung im Nordosten (127)
- Matzelsdorf – im Osten (86)
- Droißendorf – im Südosten (88)
- Hilbern – im Süden (174, auch Gem. Sierning)

Die Gemeinde besteht aus drei Katastralgemeinden;
- Thanstetten – Thanstetten, Teile von Schiedlberg, Hilbern
- Droissendorf – Droißendorf, Teile von Schiedlberg
- Matzelsdorf – Matzelsdorf, Teile von Schiedlberg, Goldberg

Einziger Zählsprengel ist Schiedlberg.
Die Gemeinde gehört zum Gerichtsbezirk Steyr.

### Nachbargemeinden
|                            | St. Marien (Bez. Linz-Land)                 |         |
| Piberbach (Bez. Linz-Land) | Kompassrose, die auf Nachbargemeinden zeigt | Wolfern |
| Rohr im Kremstal           | Sierning                                    |         |

## Geschichte
Ursprünglich im Ostteil des Herzogtums Bayern liegend, gehörte der Ort seit dem 12. Jahrhundert zum Herzogtum Österreich. Seit 1490 wird er dem Fürstentum Österreich ob der Enns zugerechnet.
Während der Napoleonischen Kriege war der Ort mehrfach besetzt.
Die Gemeinde wurde 1850 gegründet. Damals lautete der Gemeindename Thannstetten beziehungsweise Thanstetten. Der Ort dieses Namens heißt heute aber Hilbern.
Während des Ersten Weltkrieges waren im ganzen Bezirk Steyr-Land relativ viele jüdische Flüchtlinge aus Osteuropa untergebracht. In Schiedlberg (damals Thanstetten) gab es eine eigene Schule für die Flüchtlingskinder.
Seit 1918 gehörte der Ort zum Bundesland Oberösterreich. Nach dem Anschluss Österreichs an das Deutsche Reich am 13. März 1938 gehörte der Ort zum Gau Oberdonau. 1939 wurde Brunnern zur Gemeinde Sierning umgemeindet.
Nach 1945 erfolgte die Wiederherstellung Oberösterreichs.
1947 wurde der Gemeindename auf Schiedlberg geändert, nach dem inzwischen wichtigen Kirchdorf Schiedlberg.
Bekannt ist Schiedlberg dafür, im Frühling die öffentliche Trinkwasserversorgung für das Befüllen privater Pools zu gefährden. So kam es zum Beispiel im April 2025 am ersten warmen Wochenende zu einem Zusammenbruch des Wasserdrucks, so dass viele Haushalte zwar einen gefüllten Pool hatten, aber kein Trinkwasser mehr.

## Kultur und Sehenswürdigkeiten

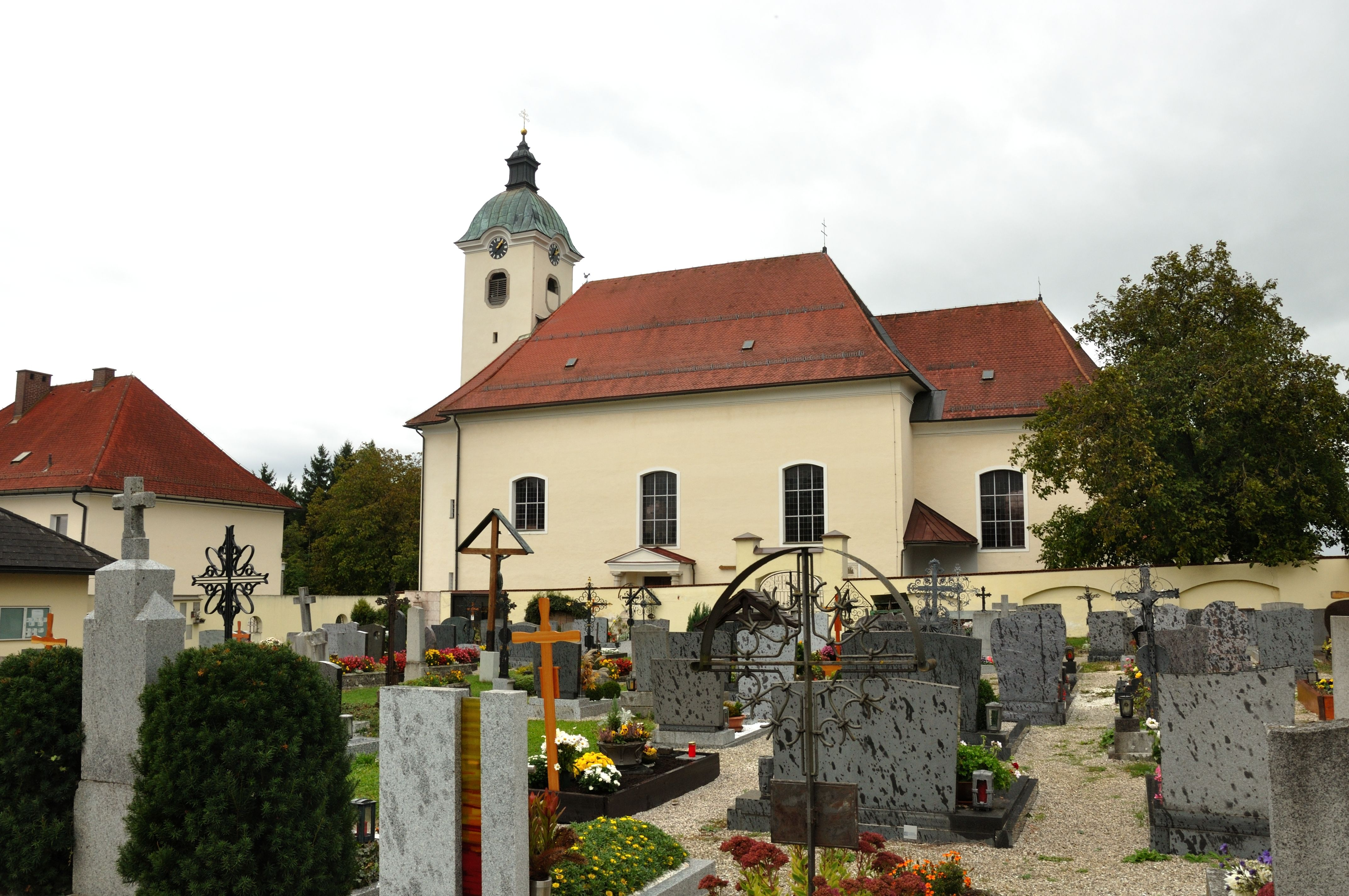
Pfarrkirche Schiedlberg

- Katholische Pfarrkirche Schiedlberg Mariä Verkündigung

## Wirtschaft und Infrastruktur

### Ansässige Unternehmen
- Clemens & Michael - Fliesen & Öfen
- Freller Dach GmbH
- Wihog Wieser Holding GmbH: Bauunternehmen
- g.tec medical engineering GmbH
- Windgiant GmbH: Windenergieanlagen
- Bacopa GesmbH: Bildungszentrum, Verlag und Versand
- Goldbergquelle, Fischzucht Maier
- Goldberg4Fun.at, Freizeitpark Goldberg GmbH

### Öffentliche Einrichtungen

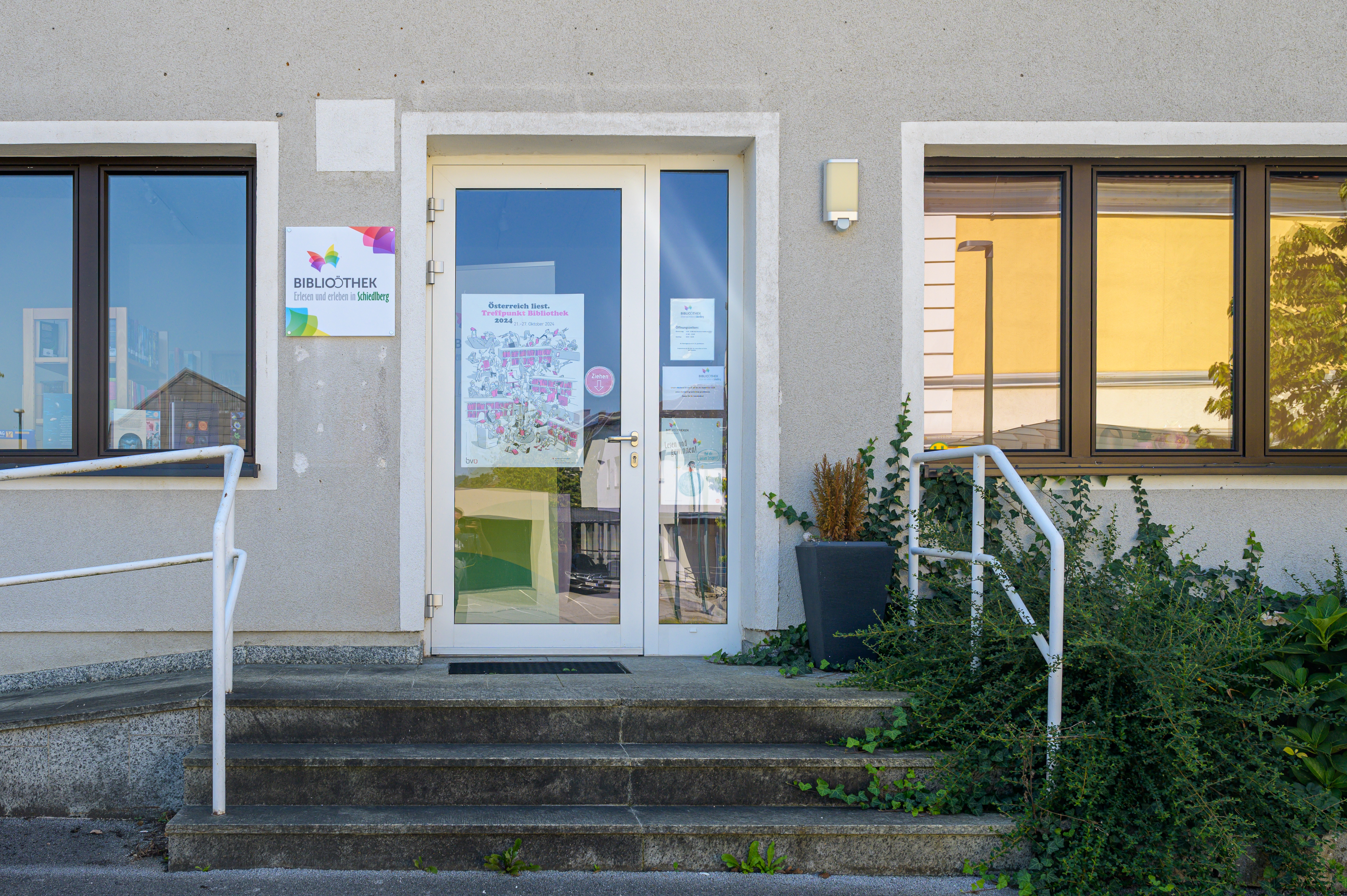
Bibliothek Schiedlberg

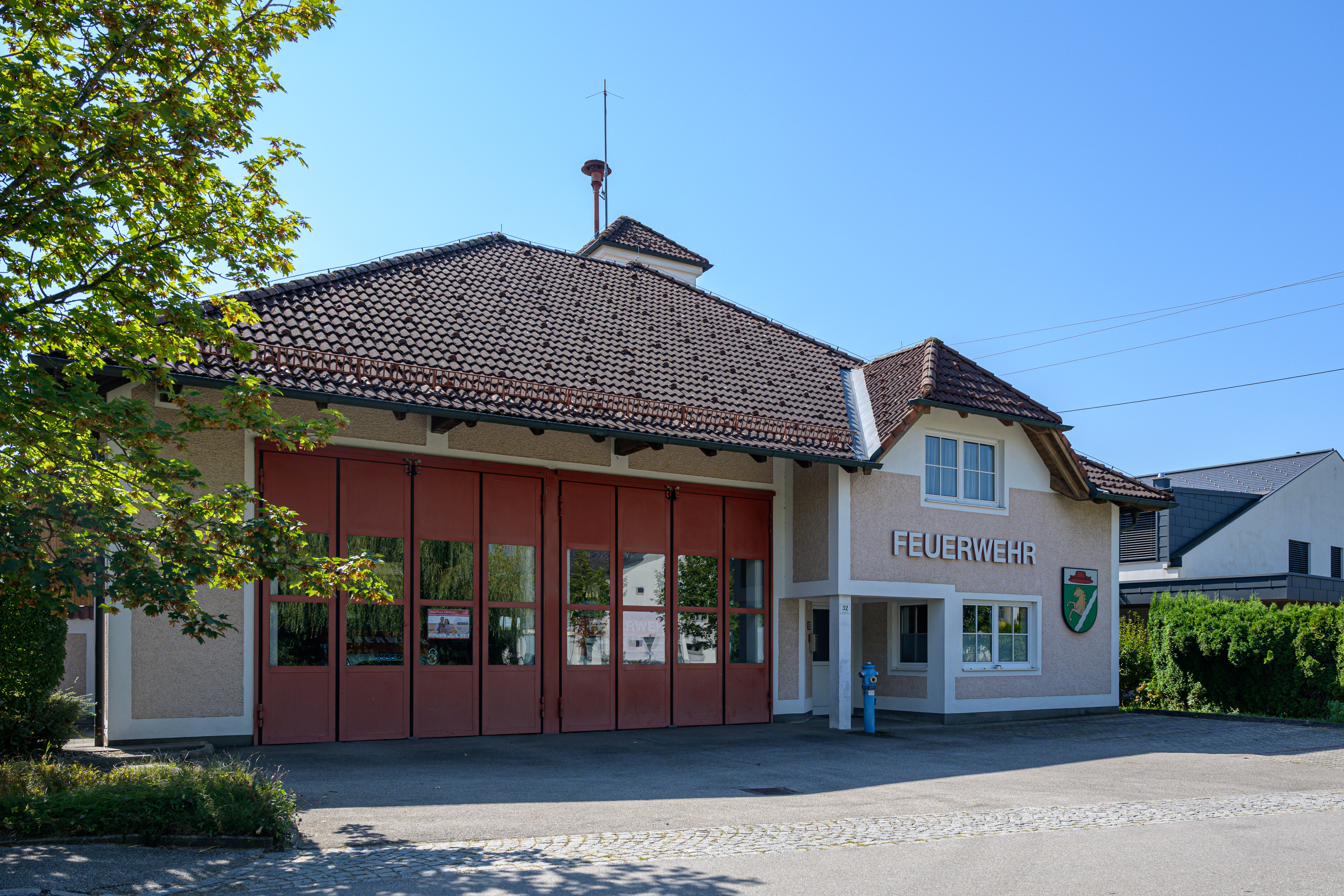
Feuerwehrhaus Schiedlberg

- Bücherei Schiedlberg: Die Bücherei wird von Gemeinde und Pfarre Schiedlberg kooperativ getragen, geführt von ehrenamtlichen Mitarbeitern.
- Freiwillige Feuerwehr Schiedlberg: existiert seit 30. Juli 1899

### Vereine
Seit mehr als 160 Jahren gibt es Blasmusik in Schiedlberg. Die Musikkapelle Schiedlberg wurde im Jahre 1853 von Bäckermeister Anton Aigner zu Thanstetten gegründet. Interne Differenzen führten 1981 zur Teilung der Kapelle und zur Gründung der Dorfmusik Schiedlberg. Seit 2014 geht man wieder gemeinsame Wege mit der Gründung des Musikvereins Schiedlberg.

### Sport
Ansässige Sportvereine sind:
- Reitclub Schiedlberg (Reitstall Puchner)
- Tennisclub Hellabrunn
- Turnerinnen Schiedlberg
- Union Schiedlberg (Fußballklub, holte in der Saison 2011/2012 den ersten Meistertitel in der 40-jährigen Vereinsgeschichte und spielt derzeit in der 1. Klasse Ost)
- Voralpenländische Schützengesellschaft Sierning-Schiedlberg im ASVÖ Steyr-Land
- Schiedlberg Unicorns (seit 2014 – American Football)
- BHD (Back-Hendl-Darter) – Dartverein (seit 2013)
- Kegelverein zum Turm (seit 2014, Landgasthaus Halusa)
- Flaschenfreitag (Jugendverein seit 2019)

## Politik
Der Gemeinderat hat 13 Mitglieder.

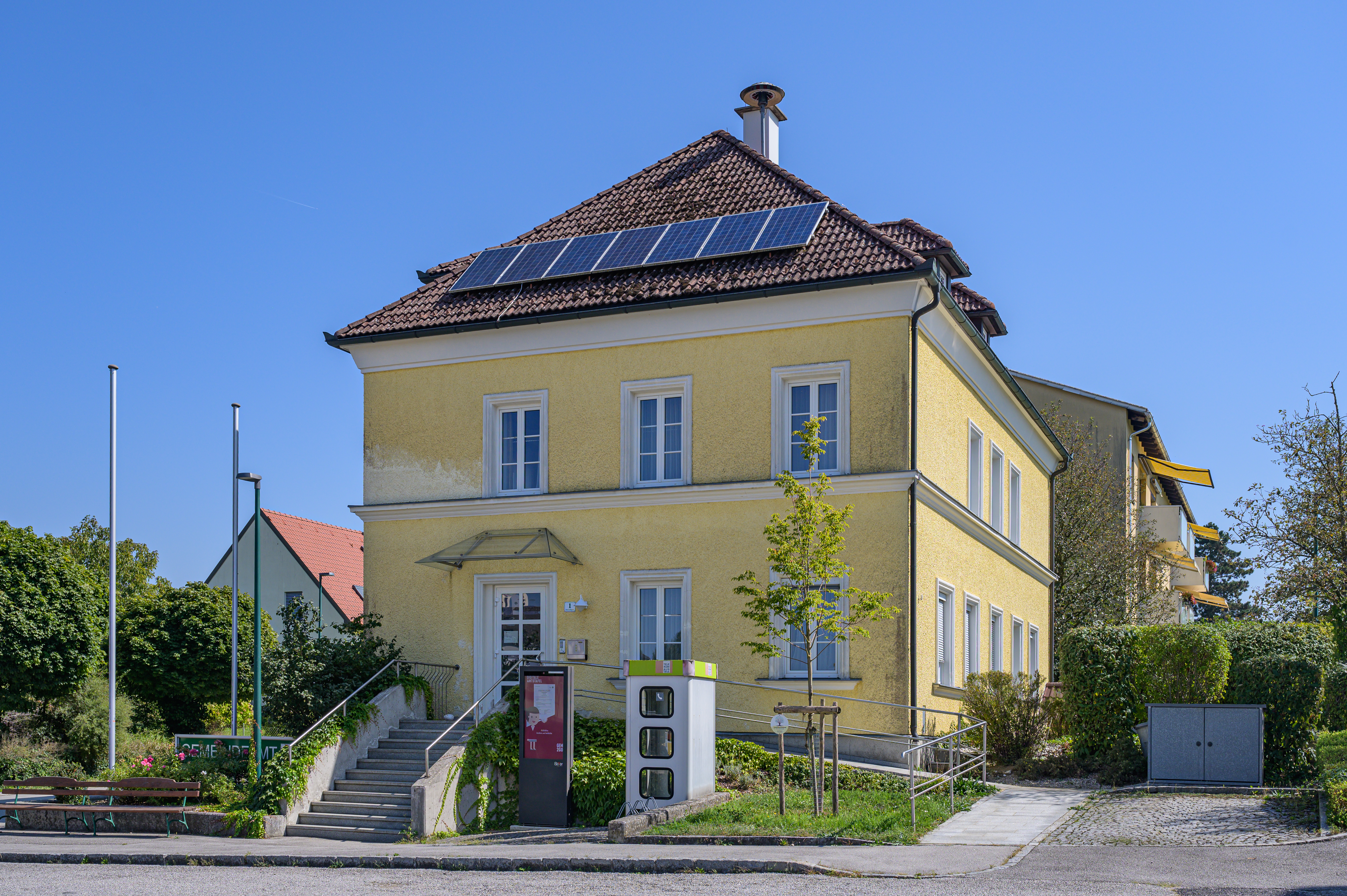
Gemeindeamt Schiedlberg

- Mit den Gemeinderats- und Bürgermeisterwahlen in Oberösterreich 2003 hatte der Gemeinderat folgende Verteilung: 14 ÖVP, 4 SPÖ und 1 FPÖ. (19 Mandate)[6]
- Mit den Gemeinderats- und Bürgermeisterwahlen in Oberösterreich 2009 hatte der Gemeinderat folgende Verteilung: 15 ÖVP, 3 SPÖ und 1 FPÖ. (19 Mandate)[7]
- Mit den Gemeinderats- und Bürgermeisterwahlen in Oberösterreich 2015 hatte der Gemeinderat folgende Verteilung: 14 ÖVP, 3 FPÖ und 2 SPÖ. (19 Mandate)[8]
- Mit den Gemeinderats- und Bürgermeisterwahlen in Oberösterreich 2021 hat der Gemeinderat folgende Verteilung: 9 ÖVP, 2 FPÖ und 2 SPÖ. (13 Mandate)[9][10]

### Bürgermeister
Bürgermeister seit 1850 waren:
- 1850–1871 Josef Wieser
- 1871–1885 Georg Radlgruber
- 1885–1888 Michael Singer
- 1888–1914 Josef Wieser
- 1914–1938 Josef Singer
- 1938–1938 Franz Wasserbauer
- 1938–1945 Franz Lederhilger
- 1945–1945 Mathias Schröckmayr
- 1945–1967 Josef Wieser
- 1967–1976 Josef Mayr
- 1976–1989 August Dietachmair
- 1989–2008 Karl Platzer (ÖVP)
- seit 2008 Johann Singer (ÖVP)

### Wappen
| | Blasonierung: „Unter silbernem Schildhaupt, darin ein roter Kardinalshut, in Grün ein silberner, schräglinker, erniedrigter Wellenbalken, rechts davon ein goldenes, aus dem Wellenbalken wachsendes Roß.“ |
| Wappenbegründung: Das Wappen wurde von Karl Heinl gestaltet und 1971 vom Land Oberösterreich genehmigt. Die Gemeindefarben sind Grün-Gelb. | |

## Persönlichkeiten
Söhne und Töchter
- Cölestin Joseph Ganglbauer (1817–1889), Erzbischof der Erzdiözese Wien und Kardinal
- Johannes Singer (1921–2007), Theologe, Professor und Rektor der Katholisch-Theologischen Hochschule Linz

Personen mit Bezug zur Stadt
- Johann Singer (* 1958), Bürgermeister der Gemeinde Schiedlberg, österreichischer Politiker (ÖVP), Abgeordneter zum Nationalrat